# Tim Booth
Timothy John „Tim” Booth (ur. 4 lutego 1960) – brytyjski aktor, tancerz i wokalista grupy rockowej James.